# Гэй Адверт
Гэй Адверт (также Гэй Блэк; настоящее имя Гэй Балсден; род. 29 августа, 1956, Бидефорд, Девон) — английская панк-рок-музыкантка.
Получила известность, когда играла на бас-гитаре в британской группе The Adverts. Гэй была одной из первых рок-звёзд-женщин движения панк-рока. Одно время считалась секс-символом ранней панк-сцены.
Гэй Адверт и ТиВи Смит, родившиеся в Бидефорде, небольшом береговом городке в Девоне, переехали в Лондон. В 1976 году пара сформировала свою группу, а позже сыграла свадьбу.
После распада The Adverts Гэй перестала играть на бас-гитаре и исчезла с британской панк-сцены, занявшись карьерой в качестве менеджера социальных услуг. Рассказала о своём опыте пребывания в группе, дав интервью в фильме «She’s a Punk Rocker UK». Также сыграла саму себя в фильмах «Панк в Лондоне», «The Damned: Не желай нам смерти» и сериале «Вершина популярности».